# شاپرک‌های کولی
شاپرک‌های کولی (به انگلیسی: The Gypsy Moths) محصول ۱۹۶۹ آمریکا فیلمی درام به کارگردانی جان فرانکن‌هایمر و بازی باریگرانی چون برت لنکستر و دبورا کار بر اساس رمانی به همین نام می‌باشد.

## داستان فیلم
داستان فیلم درباره سه چترباز و نمایش‌های مهیجی که در سفر خود از میان یک روستای کوچک در کانزاس به اجرا می‌گذارند وآنچه که برای آنها در آنجا اتفاق می‌افتد، می باشد.